# Сосновці (Калузька область)
Сосновці (рос. Сосновцы) — присілок в Мединському районі Калузької області Російської Федерації.
Населення становить 4 особи. Входить до складу муніципального утворення Село Передєл.

## Історія
Від 2004 року входить до складу муніципального утворення Село Передєл.

## Населення
| 2002 | 2010 |
| ---- | ---- |
| 7    | ↘4   |